# Elaine Donnelly (écrivain)
Pour les articles homonymes, voir Donnelly.
 (avril 2018).
Elaine Donnelly est une militante anti-féministe conservatrice américaine, principalement concernée par la préservation de la culture traditionnelle de l'armée américaine. Elle est Conseiller de rédaction auprès du magazine Human Events. Elle est la fondatrice du Center for Military Readiness qui s'oppose au service des homosexuels et des transgenres et qui est en faveur de limiter les postes ouverts aux femmes dans les Forces armées des États-Unis,,,. Cette organisation a été décrite comme d'extrême-droite par le Southern Poverty Law Center et par d'autres sources,,.
Elaine Chenevert Donnelly a suivi sa scolarité au Schoolcraft College et à l'université de Detroit. Elle vit à Livonia, dans le Michigan, avec son mari, Terry, et est mère de deux filles, adultes.